# Amersfoort

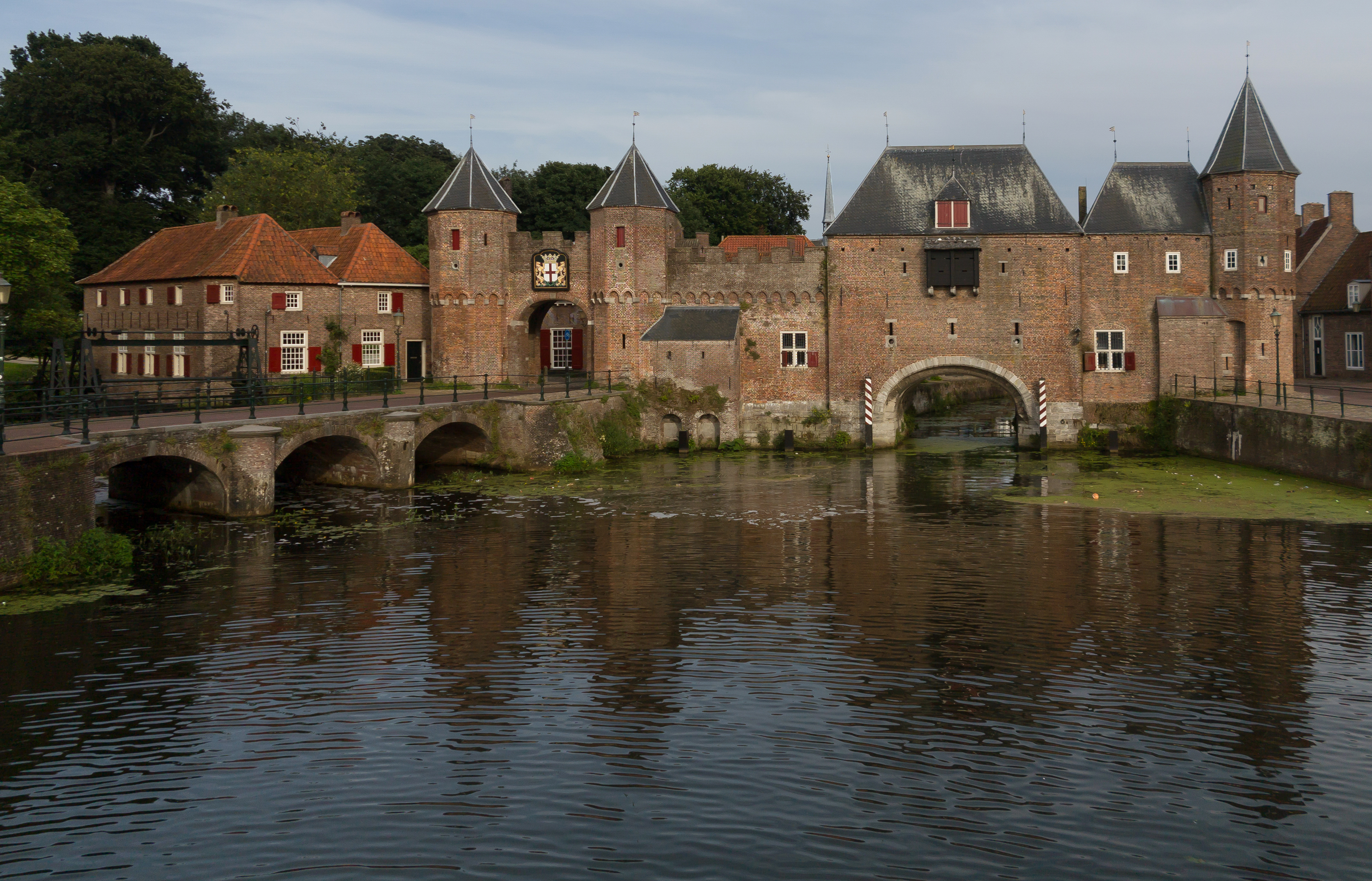
Stadttor: die Koppelpoort

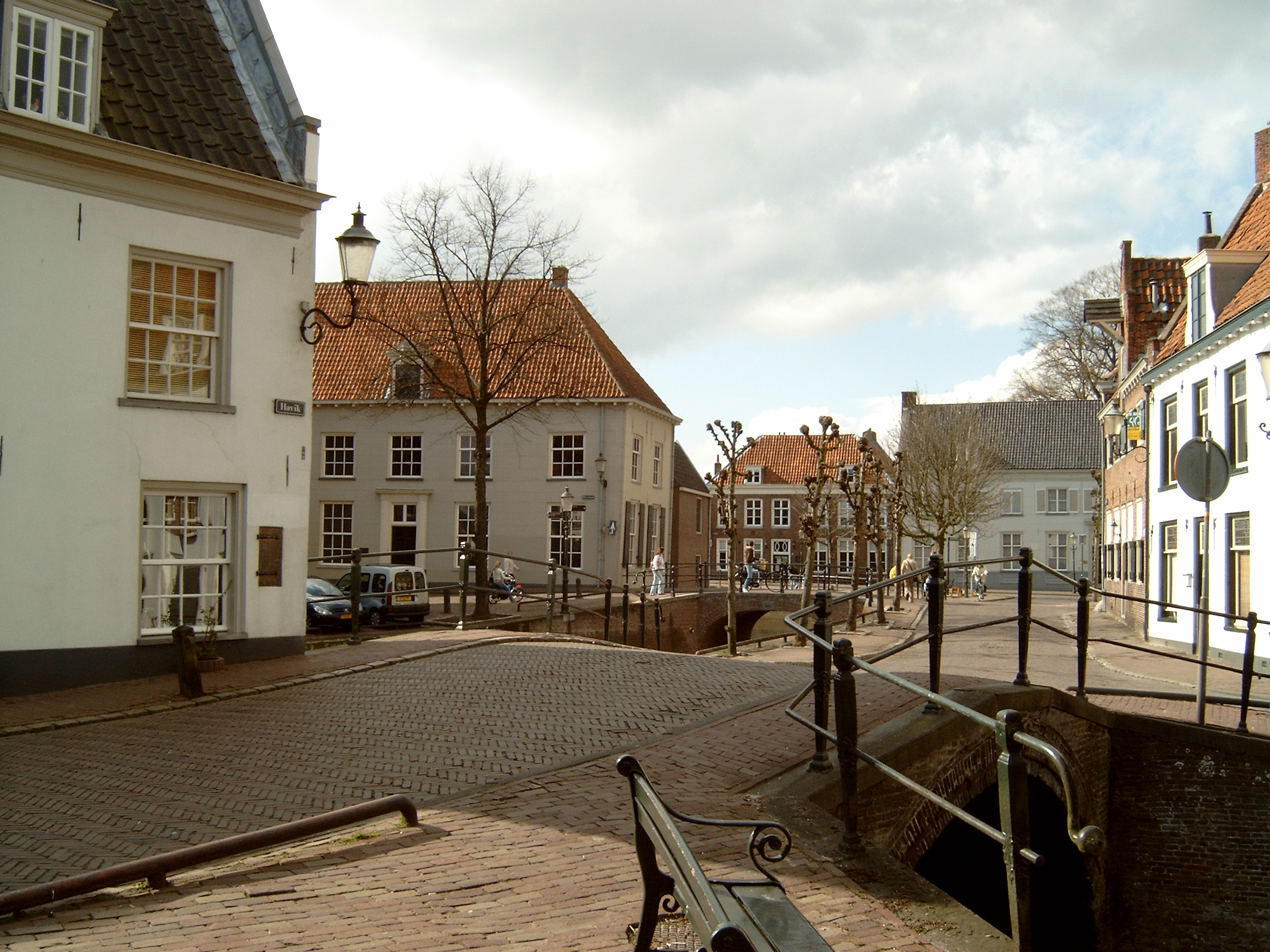
Brücke über eine Gracht in Amersfoort

Amersfoort (anhörenⓘ) ist mit 163.310 Einwohnern (Stand 1. Januar 2025) die zweitgrößte Stadt der niederländischen Provinz Utrecht. Sie grenzt im Osten an die Provinz Gelderland, nach Hilversum in Nordholland sind es Richtung Westen kaum mehr als 20 Kilometer.

## Wirtschaft
Die Haupterwerbsquelle der Stadt liegt im Dienstleistungssektor. Es gibt viele Bürogebäude, in denen z. B. eine Versicherungsgesellschaft, mehrere Heilanstalten und eine Buchhandelskette für  gebrauchte Bücher ihren Sitz haben. Amersfoort ist auch Sitz der niederländischen Behörde für Bodendenkmalpflege Rijksdienst voor het Cultureel Erfgoed (RCE) und der ökumenischen Entwicklungsgenossenschaft Oikocredit.

### Verkehr
Die Stadt ist ein sehr bedeutender Eisenbahn- und Autobahnknotenpunkt. Reisewege von Berlin/Hamburg über Bad Bentheim, Deventer und Apeldoorn, von Groningen/Leeuwarden über Zwolle, von Rotterdam/Den Haag über Utrecht, und von Amsterdam kommen auf der Schiene im Bahnhof Amersfoort Centraal zusammen. Seine frühere wirtschaftliche Bedeutung als Eisenbahnerstadt mit dem stadtbildprägenden großen Eisenbahngelände hat es zwar infolge Stilllegung des Ausbesserungswerkes und des Rangierbahnhofes verloren, es wurde jedoch ein neuer Abstellbahnhof für Reisezüge (Bokkeduinen) errichtet.
Seit September 2007 verkehrt zwischen Amersfoort und den umliegenden Gemeinden Barneveld und Ede der von der Fahrzeugtechnik Dessau hergestellte Regionalzug PROTOS.

## Politik
Im Jahr 2022 konnten die linksliberalen Democraten 66 zum dritten Mal in Folge die Kommunalwahl in Amersfoort für sich entscheiden. Sie vereinigten dabei 14,08 Prozent aller Stimmen auf sich.

### Gemeinderat
Der Gemeinderat von Amersfoort setzt sich seit 1982 folgendermaßen zusammen:
| Partei                   | Sitze a | Sitze a | Sitze a | Sitze a | Sitze a | Sitze a | Sitze a | Sitze a | Sitze a | Sitze a | Sitze a |
| Partei                   | 1982    | 1986    | 1990    | 1994    | 1998    | 2002    | 2006    | 2010    | 2014    | 2018    | 2022    |
| ------------------------ | ------- | ------- | ------- | ------- | ------- | ------- | ------- | ------- | ------- | ------- | ------- |
| D66 b                    | 2       | 2       | 8       | 9       | 5       | 2       | –       | 5       | 9       | 6       | 6       |
| GroenLinks c             | –       | –       | 6       | 4       | 5       | 4       | 4       | 5       | 3       | 6       | 6       |
| CDA                      | 12      | 12      | 9       | 7       | 7       | 6       | 5       | 4       | 4       | 6       | 5       |
| ChristenUnie             | –       | –       | –       | –       | –       | 3       | 3       | 3       | 5       | 4       | 4       |
| VVD                      | 10      | 7       | 5       | 8       | 9       | 7       | 6       | 6       | 5       | 6       | 4       |
| Amersfoort2014           | –       | –       | –       | –       | –       | –       | –       | –       | 1       | 3       | 4       |
| PvdA                     | 8       | 12      | 6       | 6       | 9       | 6       | 10      | 6       | 5       | 2       | 2       |
| PvdD                     | –       | –       | –       | –       | –       | –       | –       | –       | –       | –       | 2       |
| SP                       | –       | –       | –       | –       | –       | 3       | 3       | 2       | 4       | 3       | 2       |
| Lijst Noëlle Sanders     | –       | –       | –       | –       | –       | –       | –       | –       | –       | –       | 1       |
| Burger Partij Amersfoort | –       | –       | –       | –       | –       | 2       | 5       | 7       | 2       | 2       | 1       |
| Amersfoort voor Vrijheid | –       | –       | –       | –       | –       | –       | –       | –       | –       | –       | 1       |
| DENK                     | –       | –       | –       | –       | –       | –       | –       | –       | –       | 1       | 1       |
| Ouderen Politiek Actief  | –       | –       | –       | –       | –       | –       | –       | –       | 1       | 0       | –       |
| TROTS                    | –       | –       | –       | –       | –       | –       | –       | 1       | –       | –       | –       |
| Jouw Amersfoort b d      | –       | –       | –       | –       | –       | 4       | 3       | –       | –       | –       | –       |
| Hart van Amersfoort      | –       | –       | –       | –       | –       | 1       | –       | –       | –       | –       | –       |
| Lijst Özcan c            | –       | –       | –       | –       | –       | 1       | –       | –       | –       | –       | –       |
| SGP                      | 1       | 1       | 1       | 1       | 4       | 0       | –       | –       | –       | 0       | –       |
| RPF                      | 1       | 1       | 1       | 1       | 4       | –       | –       | –       | –       | –       | –       |
| GPV                      | 1       | 1       | 2       | 2       | 4       | –       | –       | –       | –       | –       | –       |
| Centrum Democraten       | –       | –       | –       | 2       | –       | –       | –       | –       | –       | –       | –       |
| Progressief Amersfoort   | –       | 2       | –       | –       | –       | –       | –       | –       | –       | –       | –       |
| PSP                      | 3       | –       | –       | –       | –       | –       | –       | –       | –       | –       | –       |
| PPR                      | 3       | –       | –       | –       | –       | –       | –       | –       | –       | –       | –       |
| CPN                      | 3       | –       | –       | –       | –       | –       | –       | –       | –       | –       | –       |
| Gesamt                   | 37      | 37      | 37      | 39      | 39      | 39      | 39      | 39      | 39      | 39      | 39      |

- SP: 2
- PvdD: 2
- PvdA: 2
- GL: 6
- D66: 6
- A2014: 4
- VVD: 4
- CDA: 5
- CU: 4
- DENK: 1
- Sonst.: 3

Anmerkungen

### Kollegium von Bürgermeister und Beigeordneten
Seit dem 31. August 2010 ist Lucas Bolsius (CDA) amtierender Bürgermeister der Gemeinde. Zu seinem Kollegium zählen die Beigeordneten Hans Buijtelaar (VVD), Cees van Eijk (GroenLinks), Astrid Janssen (GroenLinks), Fatma Koşer Kaya (D66), Kees Kraanen (VVD), Willem-Jan Stegeman (D66), sowie Menno Tigelaar (ChristenUnie). Gemeindesekretär ist Nico Kamphorst.
- Siehe auch: Liste der Bürgermeister von Amersfoort

## Sehenswürdigkeiten

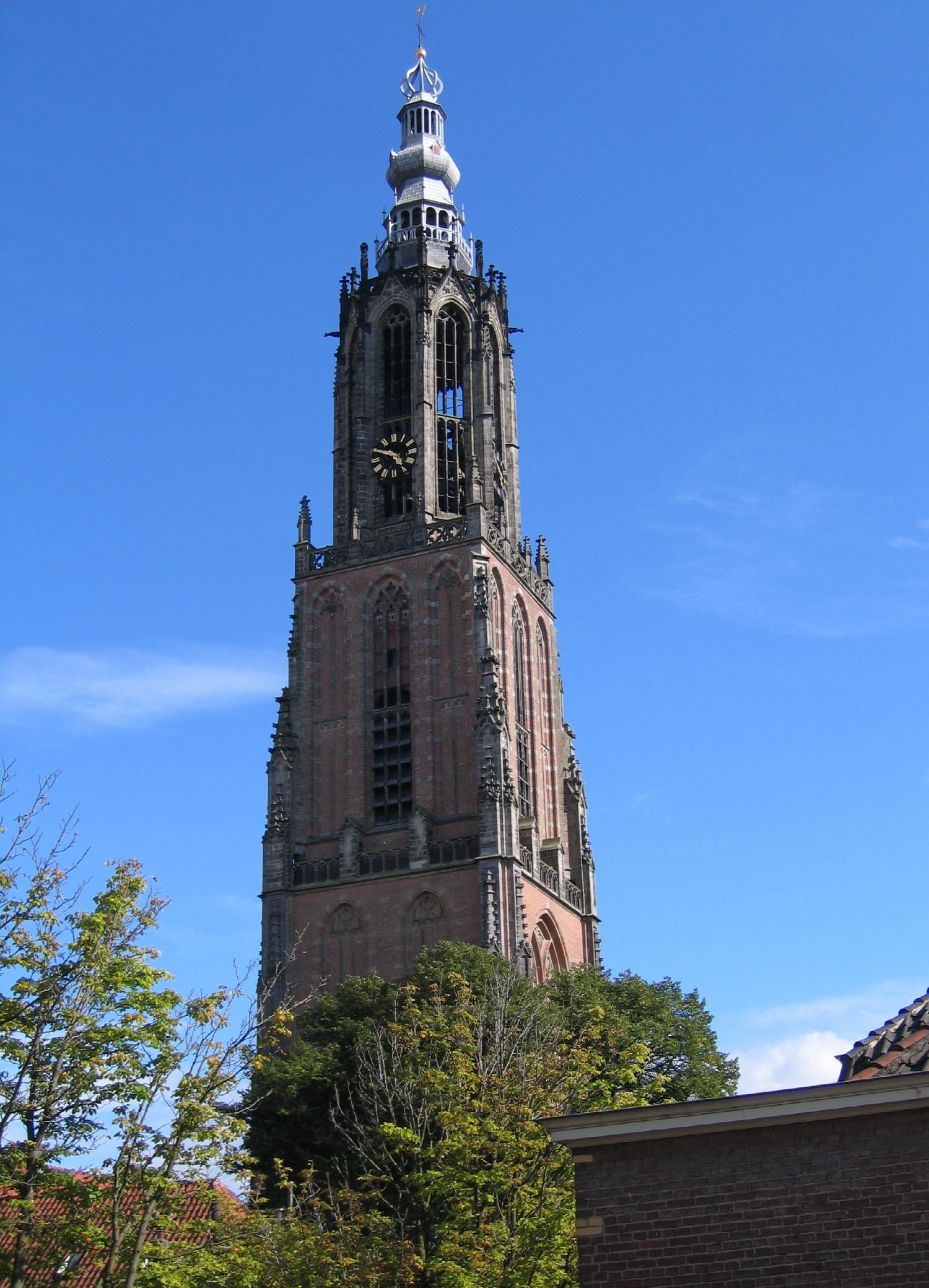
Onze-Lieve-Vrouwetoren in Amersfoort

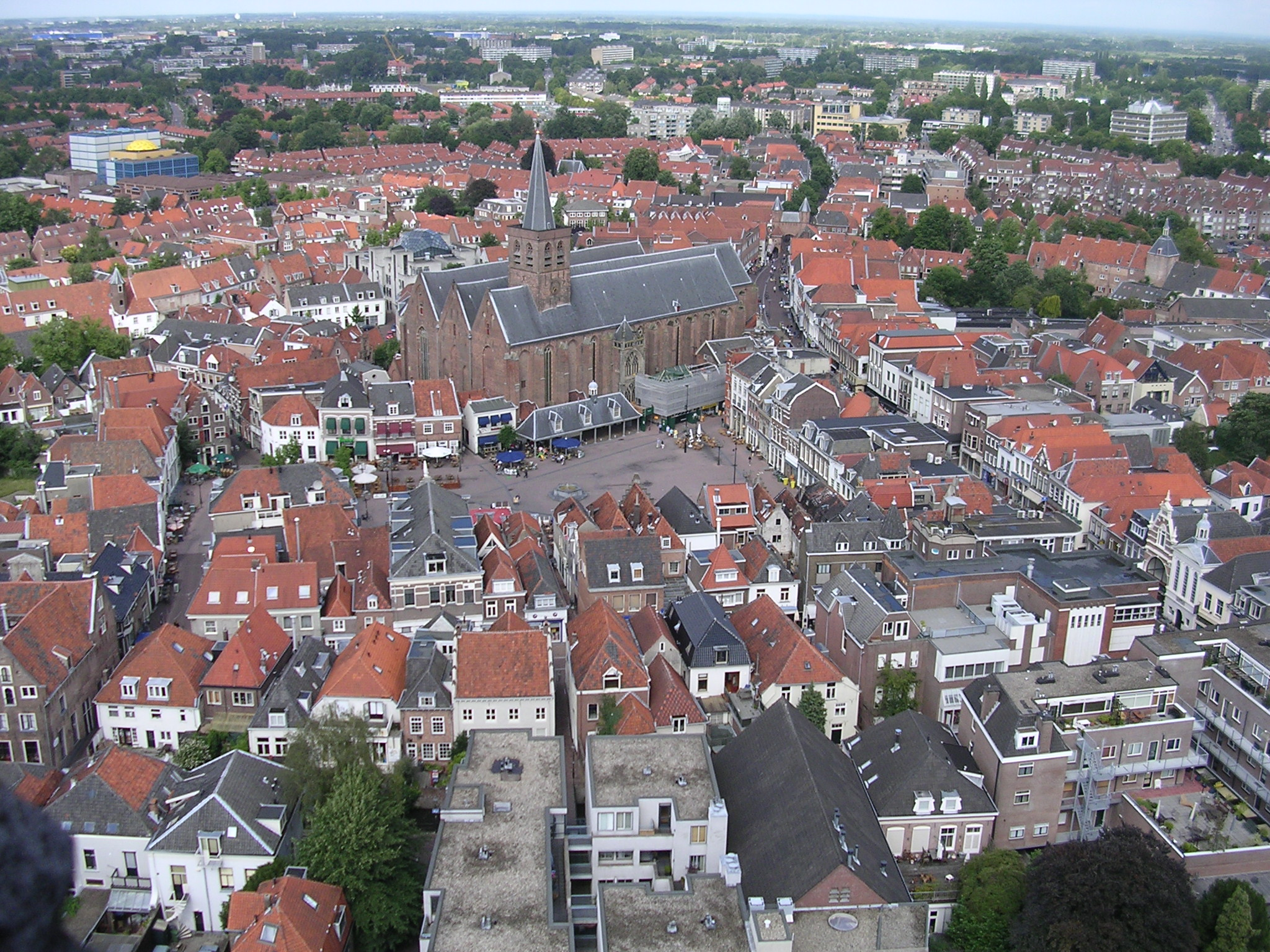
Blick vom „Turm unserer lieben Frau“ auf Amersfoort

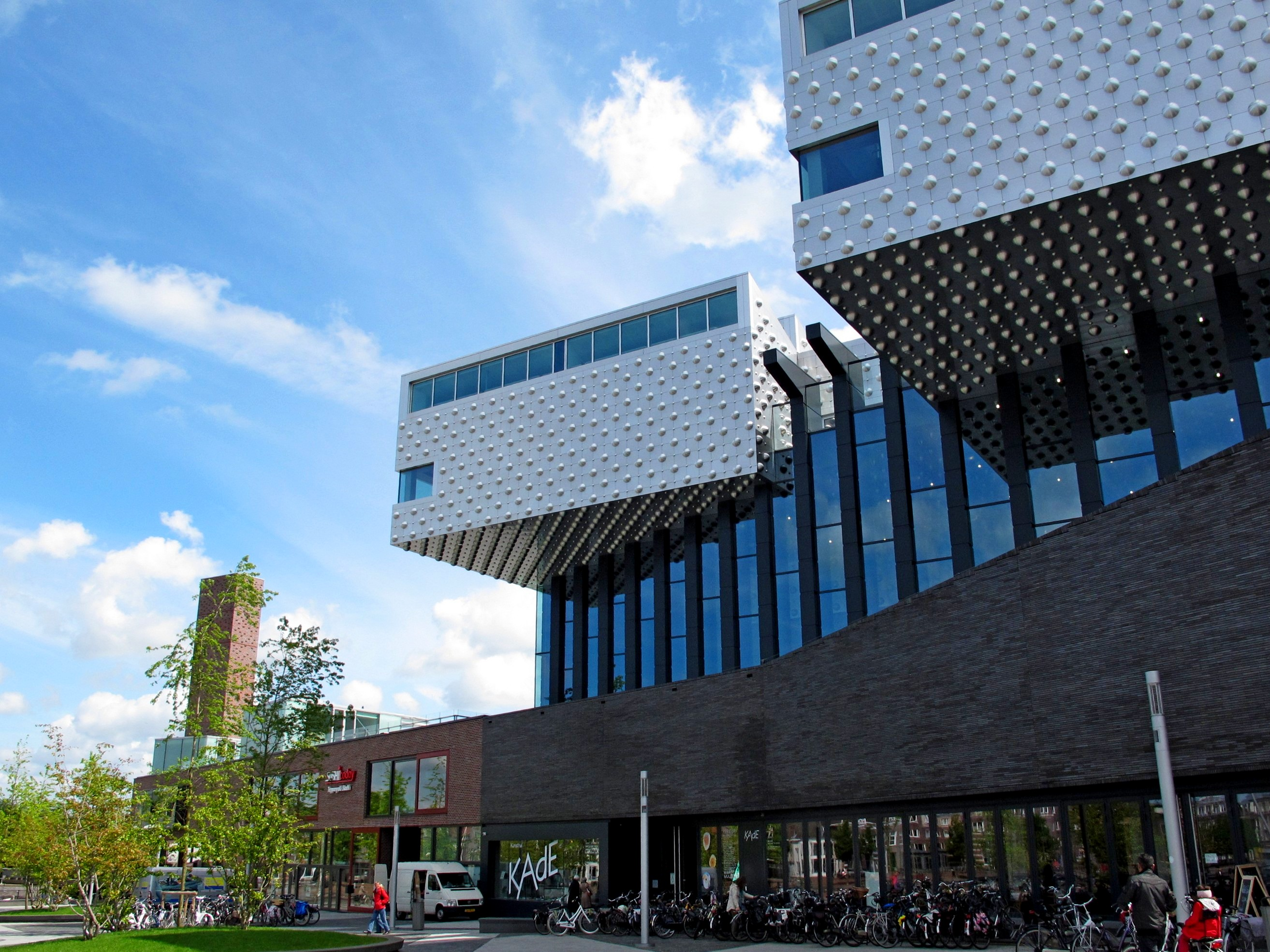
Kulturzentrum Eemhuis

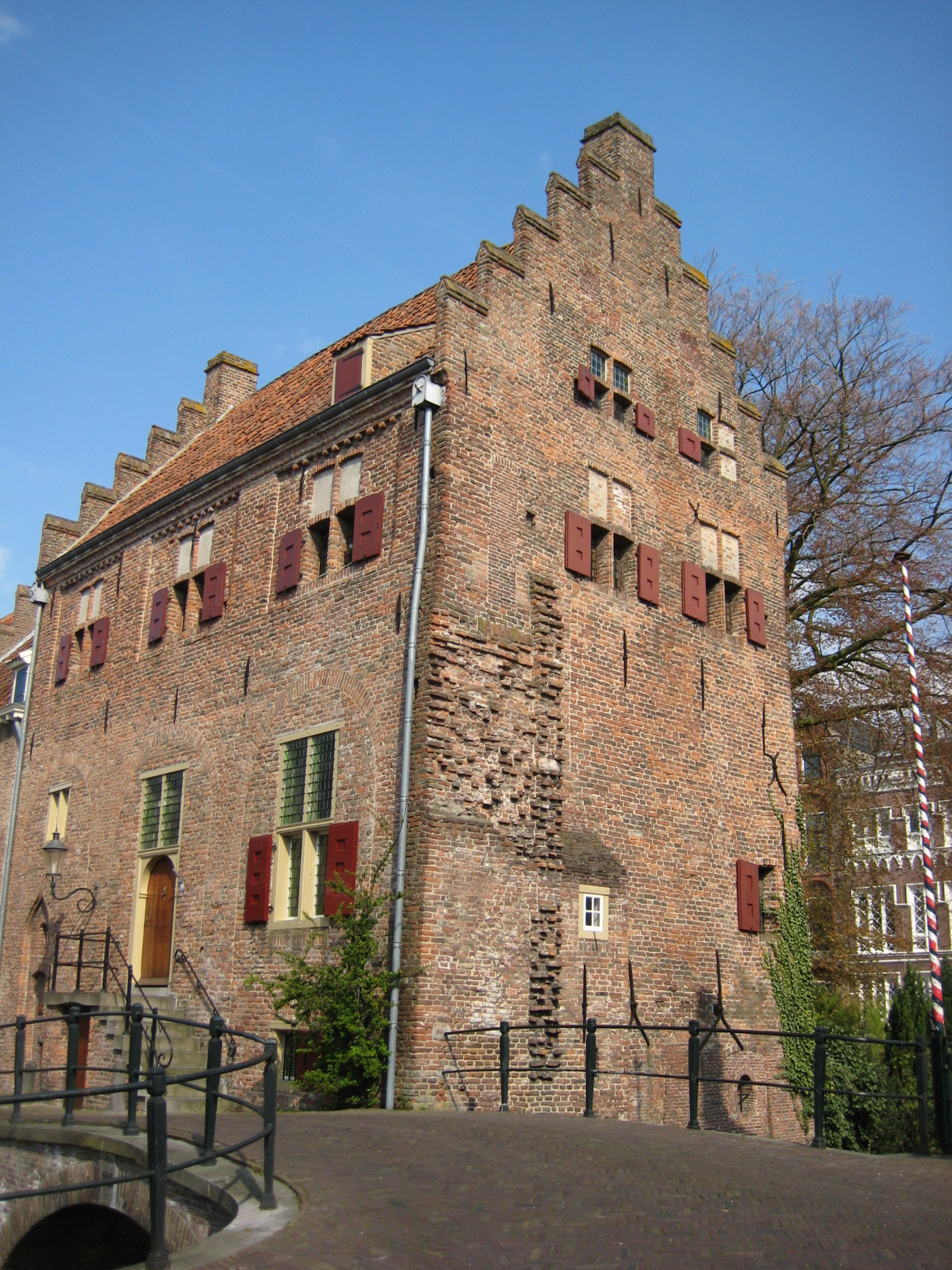
Groot Tinnenburg war Teil der Stadtbefestigung

- Der Onze-Lieve-Vrouwetoren („Unserer-Lieben-Frauturm“) ist einer der höchsten mittelalterlichen Kirchtürme des Landes. Die zugehörige Kirche wurde 1787 bei einer Explosion zerstört, der Turm blieb stehen.
- Die sehenswerte Innenstadt ist mittelalterlich. Zu erwähnen sind die Sint-Joriskerk (Sankt-Georgs-Kirche), die Koppelpoort (kombinierte Land-Wassertore, vom Zug nach Apeldoorn aus sehr gut zu sehen), und die Muurhuizen („Mauerhäuser“), die an die älteste Stadtmauer gebaut sind.
- 1998 wurde das Armando Museum eröffnet, welches im Oktober 2007 durch einen Brand zerstört wurde.
- Im Mondriaanhuis, dem Geburtshaus von Pieter Cornelis Mondrian, befindet sich ebenfalls ein kleines diesem Maler gewidmetes Museum.
- Zwei Kilometer westlich der Stadt befindet sich, in einem Wald, der Zoo DierenPark Amersfoort.
- Das Heimatmuseum „Flehite“ in der Innenstadt wurde 2009 nach einer Asbestsanierung wiedereröffnet und enthält eine Galerie niederländischer Meister, Gegenstände zur Stadtgeschichte und verschiedene Ausstellungen gegenwärtiger, lokaler Künstler.
- Seit 2009 ist in Amersfoort das Hauptquartier des Rijksdienst voor het Cultureel Erfgoed, dessen umfangreiche Fachbibliothek von der interessierten Öffentlichkeit vor Ort genutzt werden kann.
- Am 1. Mai 2014 wurde das neue Kulturzentrum Eemhuis eröffnet, das vier Einrichtungen unter einem Dach vereinigt: die Bibliotheek Eemland, das Archief Eemland, die Scholen in de Kunst und die Kunsthalle Kunsthal KAdE.
- Am Stadtring steht ein Findling aus Granit auf einem Sockel, dessen Verbindung zu Amersfoort seit 1661 belegt ist.[4]

## Geschichte

### Mittelalter
Siedlungen in der Gegend um Amersfoort stammen aus der Zeit 1000 v. Chr., der Name „Amersfoort“ (nach der „Furt am Amer“, heute Eem) stammt wohl aus dem 11. Jahrhundert. Die Stadtrechte wurden ihr 1259 durch Bischof Hendrik van Vianden verliehen. Amersfoort war ein wichtiger Markt- und Handelsort auf der Route zwischen Holland und den Hansestädten. Der in der Nähe von Amersfoort gelegene Hafen von Spakenburg an der Zuiderzee ermöglichte unter anderem den Fischhandel. Im Mittelalter war Amersfoort zudem ein wichtiges Zentrum der Textilindustrie.
Der Bau des Onze-Lieve-Vrouwetorens und der dazugehörigen Kirche begann 1444. Die Kirche wurde 1787 bei einer Explosion zerstört, der Turm blieb verschont.

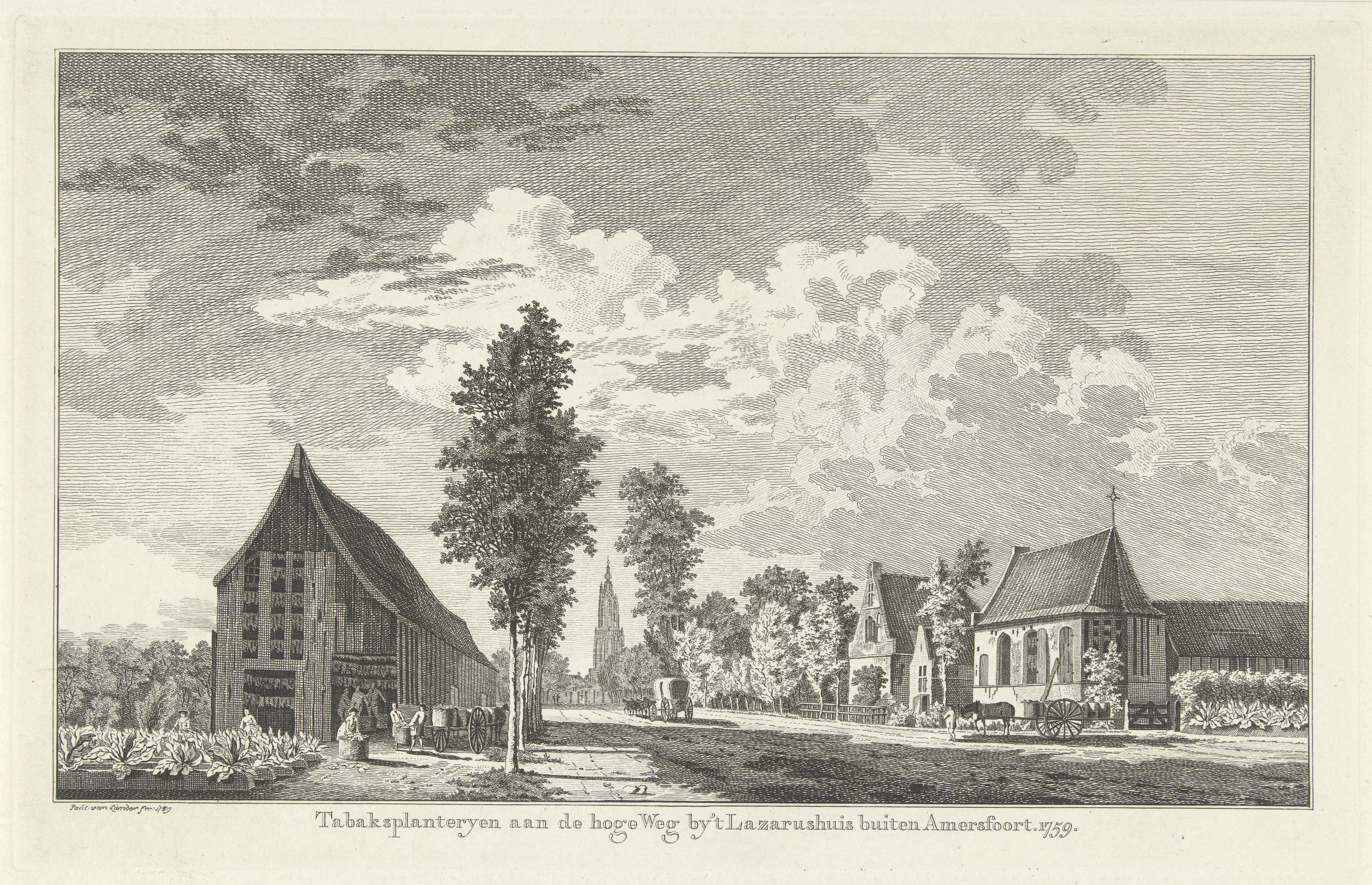
Abbildung eines Tabakschuppens am Hogeweg bei Amersfoort (Paul van Liender, 1759)

### Frühe Neuzeit und 19. Jahrhundert
Im 18. Jahrhundert erblühte die Stadt durch den Tabakanbau und -handel. In Amersfoort entwickelte sich ab dem späten 17. Jahrhundert ein eigener Tabakschuppentyp, der Amersfoorter Schuppen. Einige wenige Schuppen haben sich noch erhalten.
Ab 1810 war Amersfoort – wie die gesamten Niederlande – von Frankreich besetzt. Im Zuge der Befreiungskriege vertrieben alliierte Truppen der Nordarmee am 28. November 1813 die Franzosen aus Amersfoort; die Stadt war wieder frei.

### Amersfoort im Zweiten Weltkrieg
Am 18. August 1941 wurde von den deutschen Besatzern das Durchgangslager Amersfoort eingerichtet, auch de Boskamp, das Waldlager, genannt. Es diente als Internierungslager für „Geiseln“ sowie als „Schutzhaftlager“, „Jugenddurchgangslager“ und als „Arbeitserziehungslager“ der SS. Die Häftlinge wurden zur Rodung des Waldes sowie zu Sägearbeiten im Umkreis des Lagers eingesetzt. Viele jüdische Gefangene wurden weiter in das KZ Mauthausen in Österreich, in die Arbeitserziehungslager nach Essen zu den Hermann-Göring-Werken und in andere KZs nach Deutschland weiter transportiert. Amersfoort war zugleich auch Hinrichtungsort. Bis zur Übergabe des Lagers an das niederländische Rote Kreuz am 20. April 1945 wurden 32.500 Männer eingewiesen. Zeitweilig diente das Lager auch als „Auffanglager“ für inhaftierte Frauen und Kinder mit amerikanischer Staatsangehörigkeit. Nach dem Krieg wurde der Nationalsozialist Karl Friedrich Titho wegen der Erschießungen in Amersfoort in den Niederlanden zu sechs Jahren Haft verurteilt, sein Vorgesetzter Erich Deppner hingegen in Deutschland freigesprochen. Der „SS-Schutzhaftlagerführer“ Hans Stöver wurde 1948 zu lebenslanger Haft verurteilt. Der „SS-Schutzhaftlagerführer“ Karl Peter Berg wurde zum Tode verurteilt und 1949 hingerichtet. Der „SS-Unterschutzhaftlagerführer“ Jupp Kotalla wurde ebenfalls zum Tode verurteilt, jedoch wurde dieses Urteil später in „Lebenslang“ umgewandelt. Im Jahr 1953 wurde am Ende des Schießstands, wo auch zahlreiche Hinrichtungen stattfanden, ein Nationales Denkmal eingeweiht. Der „Gefangene vor dem Erschießungskommando“ erinnert seitdem an die hier inhaftierten Häftlinge. Ein Besucherzentrum und ein Gedenkareal ergänzen die Gedenkstätte.

### Eingemeindungen
Nördlich der eigentlichen Stadt liegen die alten Dörfer Hoogland und Hooglanderveen, die um 1974 gegen den Willen der damaligen Bevölkerung nach Amersfoort eingemeindet wurden. Sie sind jetzt fast völlig von Neubauvierteln der Stadt umringt.

## Veranstaltungen
Im August findet das Amersfoort World Jazz Festival statt.

## Sport
Im Rahmen der Olympischen Sommerspiele 1928 in Amsterdam fand in der Reitschule von Amersfoort das Reiten des Modernen Fünfkampfs statt.
Von 1966 bis 1991 wurden, mit einer Ausnahme, alle zwei Jahre die Fünfkampf-Europameisterschaften für Nationalmannschaften in Amersfoort ausgetragen. Die Gastgeber gewannen diesen Wettbewerb insgesamt fünfmal.

## Söhne und Töchter der Stadt
- Theodor van der Eem (1499–1572), Märtyrer von Gorkum, Heiliger der römisch-katholischen Kirche
- Catharina van Someren (1500–1580), Stifterin
- Jan Fonck (um 1526–1585), Kleriker und Diplomat in Diensten des spanischen Königs Philipp II.
- Paulus Buys (1531–1594), Landesadvokat der Staaten von Holland und Westfriesland
- Johan van Oldenbarnevelt (1547–1619), Staatsmann (Landesadvokat/Ratspensionär) und Diplomat
- Pieter Both (1568–1615), erster Generalgouverneur von Niederländisch-Ostindien
- Nicolaas Pieneman (1809–1860), Maler
- Jan de Louter (1847–1932), Staats- und Völkerrechtler
- Marie de Jonge (1872–1951), Malerin
- Piet Mondrian (1872–1944), Maler
- Joseph Emanuel van Leer (1880–1934), Kaufmann
- Jan Jacobus Lijnst Zwikker (1890–1956), Pharmazeut und Hochschullehrer
- Willem Sandberg (1897–1984), Grafiker und Museumsdirektor
- Johannes Heesters (1903–2011), Schauspieler und Operettenstar
- Marie Vierdag (1905–2005), Schwimmerin
- Henk Vredeling (1924–2007), Agrarwissenschaftler und Politiker (Partij van de Arbeid)
- Corrie Hermann (* 1932), Medizinerin und Politikerin
- Ubbo Felderhof (1936–2024), Theoretischer Physiker
- Nico ter Linden (1936–2018), Theologe und Schriftsteller
- Ben Pon junior (1936–2019), ehemaliger Rennfahrer und Olympiateilnehmer im Tontaubenschießen
- Wim de Boer (* 1938), Politiker
- Rudie H. Kuiter (* 1943), australischer Unterwasserfotograf
- Henk Wery (* 1943), Fußballspieler
- Peter Kisner (1944–2020), Radrennfahrer
- Epi Drost (1945–1995), Fußballspieler und -trainer
- Tristan Keuris (1946–1996), Komponist und Musiker
- Marjolein Faber (* 1960), Politikerin (PVV)
- Frank Drost (* 1963), Schwimmer
- Edwin Benne (* 1965), Volleyballspieler und -trainer
- Theo Meijer (* 1965), Judoka, Bronzemedaillen-Gewinner bei Olympia
- John van den Brom (* 1966), Fußballtrainer
- Deidre Holland (* 1966), Pornodarstellerin
- Juraj Stanik (* 1969), Jazzmusiker
- Hans van de Haar (* 1975), Fußballspieler und -trainer
- Caspar van Meel (* 1979), Jazzmusiker
- Tanja Gonggrijp (* 1976), Diplomatin
- Muslu Nalbantoğlu (* 1983), niederländisch-türkischer Fußballspieler
- Donovan Slijngard (* 1987), Fußballspieler
- Joey Snijders (* 1987), Fußballspieler
- Nicky Catsburg (* 1988), Autorennfahrer
- Laura van der Heijden (* 1990), Handballspielerin
- Marco van Ginkel (* 1992), Fußballspieler
- Maarten Meiners (* 1992), Skirennläufer
- Veerle Bakker (* 1997), Hindernisläuferin
- David Dekker (* 1998), Radrennfahrer
- Femke Bol (* 2000), Leichtathletin
- Mischa Bredewold (* 2000), Radrennfahrerin
- Christopher Mamengi (* 2001), Fußballspieler
- Darren van Bekkum (* 2002), Radrennfahrer
- Puck Pieterse (* 2002), Radrennfahrerin